# Pletzl
Le Pletzl, (פלעצל, « petite place » en yiddish, la « place Saint-Paul » ou « place des Juifs », par opposition à la grande place, celle des Vosges) est le quartier juif le plus célèbre de Paris, datant du XIIIe siècle. Il est situé dans le 4e arrondissement de Paris. Il a connu un renouveau important à la fin du XIXe et dans la première moitié du XXe siècle (jusqu'à la Seconde Guerre mondiale), où il accueillit des dizaines de milliers de juifs ashkénazes yiddishophones d'Europe de l'Est fuyant les persécutions et les pogroms. Il comptait alors de nombreux magasins, commerces alimentaires, librairies et restaurants typiques, et toute une animation le faisant ressembler à un petit shtetl situé en plein Paris.

## Un quartier typique
À certaines occasions, aujourd'hui encore, des marchands montent leurs étals directement dans la rue. C'est le cas, par exemple, avant la fête de Souccot, où on trouve des marchands proposant les quatre espèces. De même, on trouve encore quelques marchands de journaux installés sur le trottoir. On y croise régulièrement des membres du mouvement Loubavitch, reconnaissables à leurs chapeaux borsalino, qui proposent de « mettre les téfilines » à ceux qui ne l'ont pas encore fait. On y croise enfin un mendiant illustre, le fameux « schnorrer de la rue des Rosiers ».
Le jeudi et le vendredi matin, dans les boulangeries-pâtisseries du quartier, on peut acheter des 'hallot (חלות), les brioches tressées servies au moment du shabbat. Le vendredi soir et le samedi, ainsi que les jours de fêtes juives, tout est fermé. En revanche, le dimanche est un jour ouvré ordinaire (d'autant plus fréquenté que le quartier est maintenant piétonnier le dimanche).

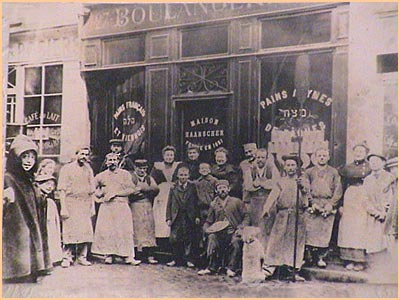
Boulangerie-pâtisserie au 27, rue des Rosiers, tenue par la famille Haarscher au XIXe siècle (photo prise en 1895). Actuellement tenue par la famille Finkelsztajn depuis 1946.

Ce site est desservi par les stations de métro Saint-Paul et Hôtel de Ville.

## Les rues du Pletzl
Ce quartier s'étendait à l'origine des deux côtés de la place Saint-Paul, mais il s'est rétréci progressivement depuis la guerre et aujourd'hui, les derniers vestiges qui en subsistent encore se trouvent dans les rues suivantes.
- La rue Pavée : on remarque en particulier la façade de la synagogue Agoudas Hakehilos, conçue par Hector Guimard dans un style Art nouveau, aux formes ondulantes, classée monument historique. À l'ouest, au no 10 (on ne peut pas visiter l'intérieur), la yeshiva Yad Mordechai et l'école primaire privée, à gauche, au no 13.
- La rue des Rosiers. Au no 4, dans un ancien hammam, la synagogue Loubavitch Machzikéi Adath au numéro 17 ; la synagogue Adath Yechouroun au no 25 ; sur la façade de l'École israélite du travail, au 4 bis, figure une plaque en mémoire des élèves de cette école qui ont été déportés ; au 34 le restaurant cacher L'As du Fallafel.

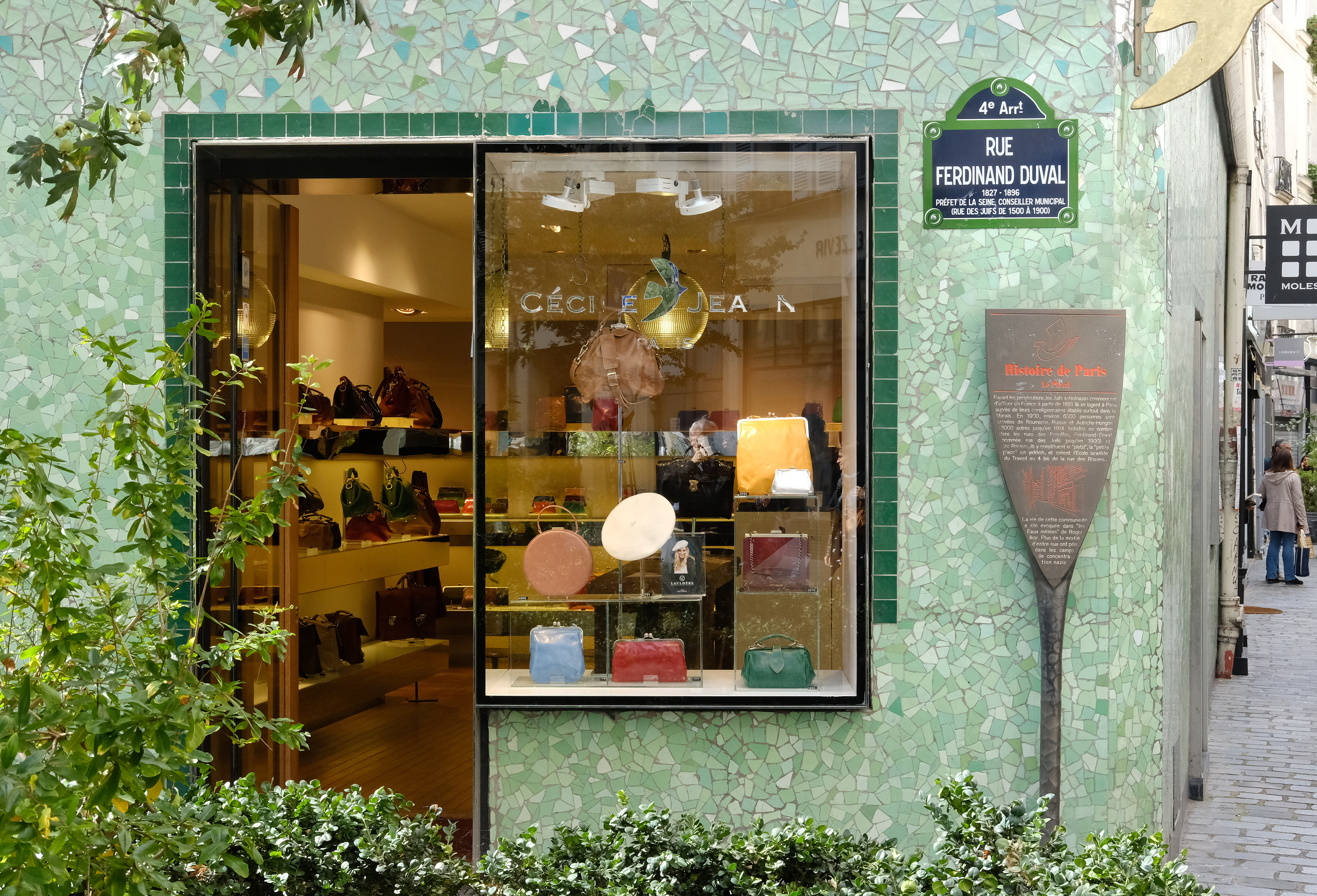
No 19 : panneau Histoire de Paris.

- La rue Ferdinand-Duval : c'est l'ancienne rue des Juifs, rebaptisée en 1900 après l’affaire Dreyfus, du nom d'un préfet de Paris. À l’angle de la rue Ferdinand-Duval et de la rue des Rosiers, sur le trottoir, une borne a été apposée, appelant l'histoire du quartier.

« Histoire de Paris — Le Pletzl — Fuyant les persécutions, les Juifs ashkénazes commencent d'affluer en France à partir de 1881. Ils se logent à Paris auprès de leurs coreligionnaires établis surtout dans le Marais. En 1900, environ 6 000 personnes sont arrivées de Roumanie, Russie et Autriche-Hongrie, 13 000 autres jusqu'en 1914. Installés en nombre dans les rues des Écouffes, Ferdinand-Duval (nommée « rue des Juifs » jusqu'en 1900) et des Rosiers, ils y constituent le Pletzl, la « petite place » en yiddish, et créent l'École israélite du travail au 4 bis de la rue des Rosiers. La vie de cette communauté a été évoquée dans Les Eaux mêlées de Roger Ikor. Plus de la moitié d'entre eux ont péri dans les camps de concentration nazis. »

- La rue des Écouffes. Le nom de cette rue provient d'une enseigne représentant un milan, appelé alors « escoufle ». Dans cette rue se trouve l'Oratoire et centre d'enseignement de la Thora de Dieu.

- La rue des Hospitalières-Saint-Gervais. Aux nos 6 et 10 se trouve l'école élémentaire des Hospitalières-Saint-Gervais. Ce fut la première école primaire gratuite ouverte à Paris (1844), édifiée avec l'aide du Consistoire juif. Le 16 juillet 1942 (rafle du Vélodrome d'Hiver), des policiers parisiens vinrent arrêter les enfants et leurs enseignants (plaque commémorative sur la façade) et 165 enfants périrent dans les camps d'extermination nazis. Au no 12 se trouvait autrefois le restaurant Rozenstroiks, qui était le lieu de rendez-vous des tailleurs, fourreurs, casquettiers et orfèvres.

## Dans les environs
- Le Marais (quartier parisien),
- Mémorial de la Shoah 17, rue Geoffroy-l'Asnier, Paris 4e,
- Synagogue de la place des Vosges,
- Synagogue de la rue des Tournelles : l'édifice, dont l'ossature intérieure en métal est de Gustave Eiffel, est classé monument historique.
- Synagogue Notre-Dame-de-Nazareth ou synagogue Nazareth : la première synagogue consistoriale de Paris,
- Mémorial des Martyrs de la Déportation, square de l'Île-de-France, à la pointe orientale de l'île de la Cité, dans le 4e arrondissement de Paris. Ce site est desservi par la station de métro Cité.
- Musée d'art et d'histoire du judaïsme, dans l'hôtel de Saint-Aignan, au 71 de la rue du Temple, Paris 3e,
- Jardin Anne-Frank (anciens jardins de l’hôtel Saint-Aignan), 14, impasse Berthaud, Paris 3e. Inauguré le 20 juin 2007 par le maire de Paris[2], on y a planté un rejet du marronnier d'Anne Frank. Ce site est desservi par la station de métro Rambuteau.